# 小太刀

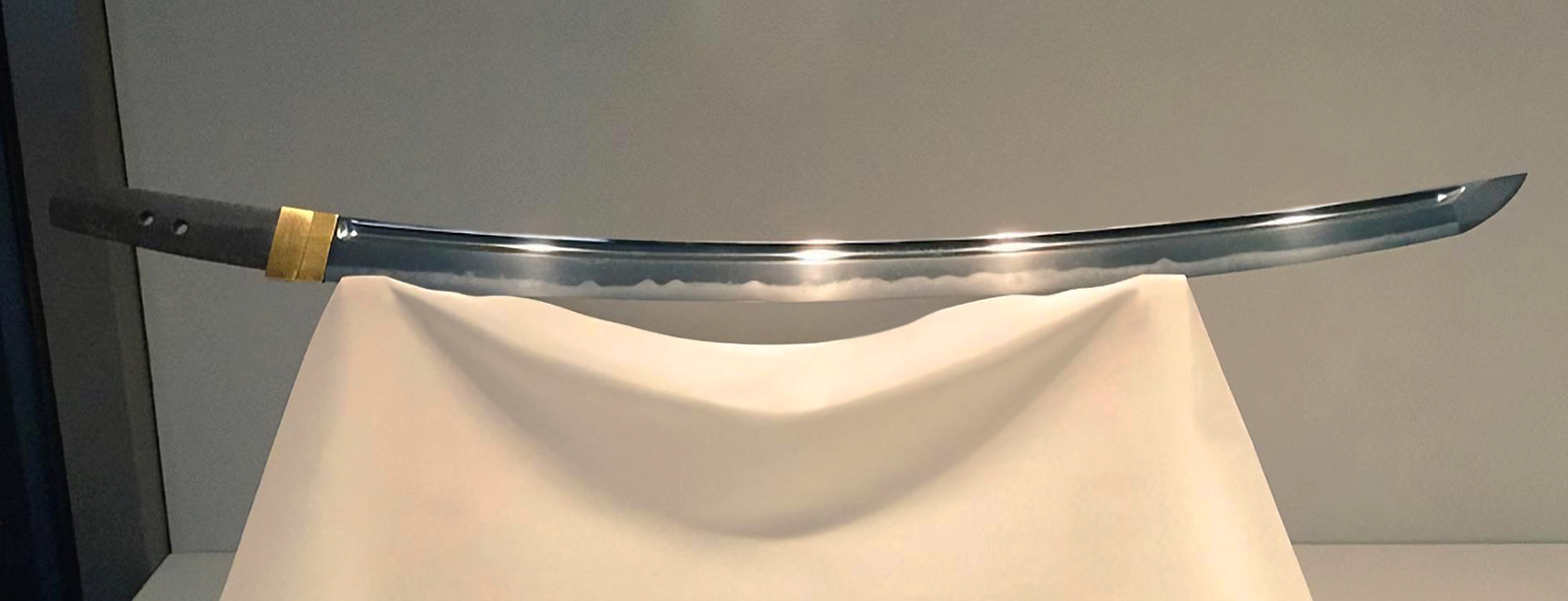
「小太刀 長光」（13世紀）

小太刀（こだち）とは、太刀の一種で、刃長が二尺（約60センチ）前後の刀である。

## 概要
一般的に、定寸刀と短刀の中間の長さとされる。脇差全般がそれに当たるという説、大脇差をそう呼ぶという説、また、大小二本を差すときは刀（本差）、脇差とそれぞれ呼び、一本のみを使用するときに小太刀と呼ぶなど、諸説ある。
現存するもので脇差ではなく小太刀とされている物は、いずれも刃長が二尺よりわずかに短い物で、脇差では大脇差に相当する長さである。
なお、現行の銃刀法における刀剣類登録の分類では「太刀」はあるが「小太刀」の種別はないため、小太刀とされているものでも登録上は全て「わきざし」として記載される。

## 歴史
記録としては鎌倉時代から存在していたと言われ、刀工として名高い「来」一門の手になると伝えられるものが外装も含めいくつか現存している（国宝「小太刀 銘来国俊 黒漆蛭巻太刀拵」日光二荒山神社蔵）が、当時どのように使われていたかは実はよくわかっていない。
用途としては、鎌倉時代の貴族たちが、武士達が身に着けていた太刀を洒落て佩こうとしたが、彼らの主な移動手段である牛車に乗るとき邪魔になるので短いものを作らせた、もしくは、武士の子供用の太刀であるため短い、女性用であるため短いなどと言われているが、いずれの説によっても当時小太刀は実戦で使われたという見方はあまりされていない。
後になって小太刀術という武術が生まれたが、この時代には武器として「佩く」様式の小太刀は使われておらず、これは脇差を片手で扱う剣術のことである。
小太刀を用いた剣術としては、戦国時代の剣豪富田勢源が修めた中条流が知られている。